# بيت العماري (يريم)

تعديل مصدري - تعديل

بيت العماري هي إحدى قرى عزلة بني منبة بمديرية يريم التابعة لمحافظة إب، بلغ تعداد سكانها 327 نسمة حسب تعداد اليمن لعام 2004.